# جيمس تشارلز
جيمس تشارلز ديكنسون (بالإنجليزية: James Charles)‏ (من مواليد 23 مايو 1999) هو شخصية إنترنت أمريكية وفنان ماكياج. في عام 2016، أصبح أول سفير ذكر لـ كافر جيرل.

## الحياة الشخصية
ولد تشارلز في بيت لحم، نيويورك، وتخرج من مدرسة بيت لحم الثانوية العليا في يونيو 2017. تشارلز مثلي الجنس علنا.
ثروثه تقدر بنحو 12 مليون دولار (9 ملايين جنيه إسترليني).

## المهنة

### شخصية إنترنت
اشتهر تشارلز بقناته على يوتيوب التي تركز على الماكياج والتي أطلقها في 1 ديسمبر 2015. في أعلى نقطة له (6 مايو 2019) كان لقناته 16.6 مليون مشترك. لديه حاليًا 24.8 مليون دولار. لدي قناته أيضا أكثر من 1.7 مليار مشاهدة على يوتيوب. في حفل توزيع جوائز ستريمي أواردز 8، فاز بجائزة أفضل قناة في فئة الجمال.

### ميك أب
في 11 أكتوبر 2016، في سن السابعة عشرة، أصبح تشارلز أول نموذج ذكرى لمستحضرات تجميل كافر جيرل، يعمل جنبًا إلى جنب مع سفيرة العلامة التجارية كاتي بيري.
في عام 2018، تعاون تشارلز مع مستحضرات تجميل مورفي لإطلاق لوحة ظلال العيون. في يناير 2019، تمت دعوته إلى برمنغهام، إنجلترا، لافتتاح المتجر الثاني للشركة في المملكة المتحدة، حيث حضر أكثر من 7,000 معجب لرؤيته، مما تسبب في توقف أجزاء من وسط المدينة.
في شهر مارس من عام 2019، قام تشارلز بالماكياج لتصوير مقطع الفيديو الموسيقي لـ إيجي أزيليا «سالي ووكر». كما ظهر في الفيديو.
في عام 2017، سار تشارلز على ممشي مجموعة ماكروماكرو السادس خلال أسبوع الموضة في لوس أنجلوس.

## جدل
في فبراير 2017، انتقد تشارلز بعد تغريدة مازحة هجومية عن إفريقيا وإيبولا. أصدر فيما بعد اعتذارًا يقول؛ «أنا آسف للغاية لما قلته. لا توجد أعذار. لا أحد يدين لي بالغفران، لكنني تعلمت الكثير من التجربة. آمل أن يتمكن الأشخاص الذين قد ينظرون إليّ من التعلم من أخطائي وعدم تكرارها».
في مارس 2017، نشر فنان الماكياج في يوتيوب، توماس هالبرت، لقطات للمحادثات السابقة مع تشارلز حيث اعترف بأن قصته المتعلقة بصعوده إلى الشهرة تم تزويرها. ادعى تشارلز في الأصل أنه تم التقاط صوره بحفلة التخرج بالمدرسة الثانوية مع ضوء حلقي،  ولكن المحادثة كشفت أنه قام بالفعل بتعديل الصور.
في أبريل 2019، قال تشارلز أنه لم يكن مثليًا تمامًا، و5.5 على سلم كينسي، قائلاً: «كانت هناك فتيات في الماضي اعتقدت أنهن جميلات للغاية. كان هناك أيضًا لاعبون متحولين جنسيا في الماضي، أيضًا، لدرجة أنني كنت حقًا واقع في غرامهم لغاية من الوقت». أثارت هذه التعليقات جدلاً وادعى البعض أنه كان عنده رهاب التحول الجنسي. اعتذر تشارلز بعد فترة وجيزة، فأصدر بيانًا مفاده أن تعليقاته كانت غير انتقائية عن دون قصد، على الرغم من أنه لم تكن نيته، وأنه كان ينبغي عليه اختيار كلمات مختلفة لنقل ما يعنيه.
في 10 مايو 2019، حملت المتعاونة منذ فترة طويلة تاتي ويستبروك مقطعًا مدته 43 دقيقة بعنوان «وداعا أختي...» على قناتها على يوتيوب تنتقد به تشارلز بشدة. في مقطع الفيديو الخاص بها، اتهمت ويستبروك تشارلز بـ «التلاعب بجنس الناس»  و«استخدام... الشهرة والسلطة والمال للعب بمشاعر الناس». بعد ذلك، انخفض عدد مشتركي تشارلز بأكثر من مليون مشترك في أقل من 24 ساعة. وانخفض عدد مشاركيه من 16.6 مليون مشترك في الفترة من 6 مايو 2019 إلى 13.4 مليون مشترك في 15 مايو 2019، حيث تعافت القناة بعض الشيء في الأيام التي تلت. زاد عدد المشتركين في قناه ويستبروك بأكثر من أربعة ملايين خلال نفس الفترة. قام تشارلز في وقت لاحق بتحميل فيديو استجابة مدته 8 دقائق بعنوان «تاتي» يتناول القضايا التي أثارتها ويستبروك ويعتذر لمعجبيها وإلي زوجها. تلقى هذا الفيديو تعليقات سلبية في الغالب، حيث أصبح الفيديو واحدًا من 10 مقاطع الفيديو الأكثر كرها في تاريخ يوتيوب. في مايو 2019، أصدر تشارلز مقطع فيديو ثانيًا مدته 41 دقيقة يتناول التعليقات التي تلقاها علي يوتيوب بعنوان «لا مزيد من الأكاذيب».

## فيلموغرافيا
| عام  | عنوان                        | ملاحظات                                |
| ---- | ---------------------------- | -------------------------------------- |
| 2017 | اعتذار مقدما مع أندريا روسيت | الحلقة: "جيمس تشارلز"                  |
| 2017 | زل جيد                       | الحلقة: "جيمس تشارلز"                  |
| 2017 | شين والأصدقاء                | الحلقة: "جيمس تشارلز"                  |
| 2018 | العالم السري لجيفري ستار     | الحلقة: "أن تصبح نجمة جيفري ليوم واحد" |
| 2019 | ستراهان وسارة                |                                        |

### أشرطة الفيديو والموسيقى
| عام  | عنوان         | فنان        | ملاحظات |
| ---- | ------------- | ----------- | ------- |
| 2019 | " سالي ووكر " | إيجي أزاليا |         |

## روابط خارجية
- جيمس تشارلز (عارض) على موقع IMDb (الإنجليزية)
- جيمس تشارلز (عارض) على موقع ميوزك برينز (الإنجليزية)
- جيمس تشارلز في قاعدة بيانات الأفلام على الإنترنت
- قناة جيمس تشارلز يوتيوب